# Wesley van Gaalen
 (février 2019).
Si vous disposez d'ouvrages ou d'articles de référence ou si vous connaissez des sites web de qualité traitant du thème abordé ici, merci de compléter l'article en donnant les références utiles à sa vérifiabilité et en les liant à la section « Notes et références ».
Wesley van Gaalen, né en 1983 à Bois-le-Duc, est un acteur néerlandais.

## Filmographie

### Cinéma et téléfilms
- 2001 : De Pulpshow (nl) : Diverses rôles
- 2007-2011 : New Kids : Rikkert Biemans
- 2010 : New Kids Turbo : Rikkert Biemans
- 2011 : New Kids Nitro (nl) : Rikkert Biemans
- 2009 : Circus : Bully
- 2016 : Familieweekend (nl) : Mo
- 2019 : Baantjer: het begin : Joshua